# 曲沃県
曲沃県（きょくよく-けん）は中華人民共和国山西省臨汾市に位置する県。

## 地理
黄土高原の臨汾盆地の南端に位置し、汾河の支流で東の翼城県から流れる澮河が東西に貫く。気候は大陸性気候であり、夏は暑く冬は非常に寒い。
現在の人口は20万人ほどで、鉄鉱石をはじめとした地下資源が多く、製鉄を中心とした大小の工場が集積している。
また晋をはじめとした古代以来の文物や遺跡が数多く出土している。晋の代々の侯の墓所である天馬-曲村遺址（北趙晋侯墓地）は1962年に発見され、11平方kmの範囲から多数の墓所や車馬坑・祭祀坑が発掘されている。

## 歴史
春秋時代には晋の商工業の中心地であり、都城の置かれた翼城より発達していた。前745年、穆侯の三男の桓叔は食邑として曲沃を与えられ、その後曲沃は翼城の宗家よりも強大となり、桓叔の孫の武公の時代にはついに桓叔の子孫が晋を掌握している。
前漢になると絳県に属した。487年（太和11年）、北魏により曲沃県が設置され、県治は現在の県城より10kmほど離れていた。598年（開皇18年）、隋代により県治が現在の位置に遷された。
1958年に廃止となり侯馬市に編入されたが、1963年に曲沃県は県治を侯馬市として再設置された。1971年に県治が現在地に遷された。

## 行政区画
- 鎮:楽昌鎮、史村鎮、曲村鎮、高顕鎮、里村鎮
- 郷:北董郷、楊談郷